# Dmitri Líjtarovich
Dmitri Líjtarovich (en bielorruso: Зьміцер Яўгенавіч Ліхтаровіч; Maguilov, Unión Soviética, 1 de marzo de 1978) es un futbolista internacional bielorruso. Juega de centrocampista y su equipo actual es el BATE Borisov.

## Biografía
Dmitri Líjtarovich empezó su carrera futbolística en el Dnepr Mogilev. En 1998 se proclama campeón de Liga
En 2001 ficha por su actual club, el BATE Borisov. Con este equipo ha ganado cuatro Ligas y una Copa de Bielorrusia. En verano de 2008 el FC BATE se clasificó para disputar la fase final de la Liga de Campeones de la UEFA, siendo la primera vez que lo logra; Dmitri Likhtarovich jugó los seis partidos que el club disputó en el Grupo H (contra la Juventus, Real Madrid y Zenit).
Actualmente es el capitán del equipo.

## Selección nacional
Ha sido internacional con la Selección de fútbol de Bielorrusia en 1 ocasión. 

## Clubes
| Club                       | País        | Año       |
| -------------------------- | ----------- | --------- |
| FK Dnepr-Transmash Mogilev | Bielorrusia | 1994-2001 |
| FC BATE                    | Bielorrusia | 2001-     |

## Títulos
- 5 Ligas de Bielorrusia (Dnepr Mogilev, 1998; FC BATE, 2002, 2006, 2007 y 2008)
- 1 Copa de Bielorrusia (FC BATE, 2006)
- Elegido Mejor jugador de Bielorrusia (2002)